# نوال 2002
ألبوم نوال 2002 هو أحد ألبومات الفنانة نوال الكويتية واحتوى على إحدى عشرة أغنية وقد صدر في عام 2002.

## قائمة الأغاني
1. «يا نتظاري»
2. «تفاصيل»
3. «متغير كلامك»
4. «خذاني الشوق»
5. «خمس جروح»
6. «حبيب العمر»
7. «قول أحبك»
8. «قد ما حبيت»
9. «إلا إنت»
10. «أنا ودي»
11. «الشوق جابك»